# Heveningham
Heveningham – wieś w Anglii, w hrabstwie Suffolk, w dystrykcie East Suffolk. Leży 33 km na północny wschód od miasta Ipswich i 139 km na północny wschód od Londynu. Miejscowość liczy 120 mieszkańców.